# Паломарська обсерваторія
Паломáрська обсерватóрія (обсерваторія Маунт-Паломар) — обсерваторія в Сан-Дієго (Каліфорнія), на горі Паломар. Належить Каліфорнійському технологічному інституту (Калтеху). Розташована за 145 км на південний схід від Маунт-Вілсонівської обсерваторії. Обсерваторія має 4 основних інструменти:
- 200-дюймовий (5,08 м) телескоп Хейла
- 48-дюймовий (1,22 м) Телескоп Самуеля Ошина
- 18-дюймовий телескоп Шмідта (історичний)
- 60-дюймовий телескоп-рефлектор.

Також у ній зберігається Паломарський інтерферометр.
В обсерваторії були відкриті такі астероїди як 3640 Ґостін, 4203 Брукато, 4906 Сенеферу, 4950 Хаус, 5402 Кейосміт, 5497 Сарарассел, 6450 Масахікохаясі, 7807 Ґрієр, 9702 Томвандейк, 9705 Друммен, 10257 Ґаресинтія, 10432 Уллішварц, 12165 Рінґлеб, 90377 Седна, 100049 Сезаранн, (237354) 1711 T-2 та ін.

## Посилання

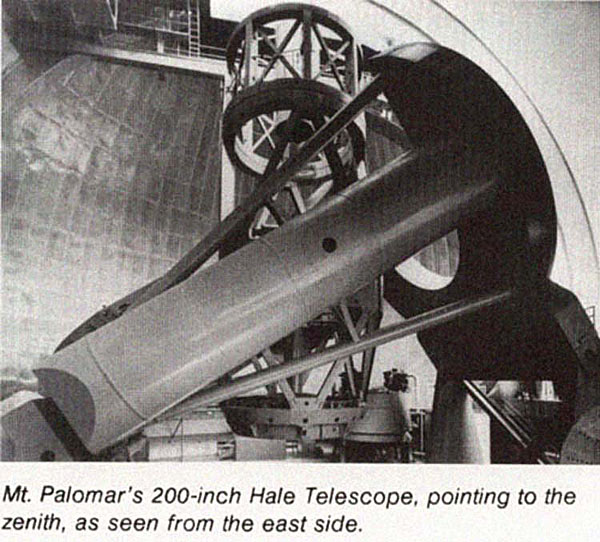